# تشانغ ليانغ (مجدف)
تشانغ ليانغ (بالصينية: 张亮) هو مجدف صيني، ولد في 14 يناير 1987 في جينتشو في الصين.

## وصلات خارجية
- تشانغ ليانغ على موقع الاتحاد الدولي للتجديف (الإنجليزية)
- تشانغ ليانغ على موقع أوليمبيديا (الإنجليزية)